# Henri Huklenbrok
Henri Huklenbrok (Hochlenbroich, Huichlenbroich ou Hucklenbroich), né le 29 juillet 1871 à Molenbeek-Saint-Jean et mort le 19 novembre 1942, est un peintre belge.

## Biographie
Il est le troisième des huit enfants de Joseph Huichlenbroich, fondateur de la Fabrique Belge de Matières Premières pour la Chapellerie à Bruxelles.
Les lettres de son ami et peintre contemporain Henri Evenepoel à son père sont les témoignages les plus importants que nous ayons d'Henri Huklenbrok.
Huklenbrok est l'élève de Jean-Paul Laurens à l'Académie Julian à Paris. Il est également l'élève de Gustave Moreau.
En janvier 1895, il fait la connaissance d'Henri Evenepoel, qui vient également étudier à Paris. Ils sont devenus de bons amis qui se sont retrouvés non seulement dans la peinture mais également dans la musique : Evenepoel était un pianiste assez dilettante, Huklenbrok idem au violoncelle. Ils se retrouvent régulièrement dans le studio d'Evenepoel pour faire de la musique : des arrangements pour piano et violoncelle, mais aussi des sonates pour les deux instruments.
Un autre bon ami de Huklenbrok (et Evenepoel) était Henri Matisse, alors également étudiant en peinture à Paris. En juillet-août 1896, Huklenbrok et Matisse se rendent ensemble en Bretagne à Belle-Île-en-Mer.
Le 4 décembre 1896, les amis Henri Evenepoel, Henri Huklenbrok, Henri Matisse, Eugène-François Marten, Paul Baignères et Albert Braut visitent ensemble l'atelier de leur ami étudiant en art Charles Milcendeau pour voir une série de dessins qu'il avait réalisée dans sa région natale, la Vendée.
Plus tard, en décembre 1896, Evenepoel et Huklenbrok retournent ensemble à Bruxelles pour passer les vacances de Noël. En chemin, ils visitent Saint-Quentin (pour admirer les pastels de Quentin de La Tour) et le musée des Beaux-Arts de Lille.
En 1897 (ou avant), il visite les Pays-Bas, y compris Volendam.
Evenepoel raconte une anecdote sur l'acceptation de Huklenbrok au Salon 1897 de la Société nationale des beaux-arts : sur ses dix entrées, deux ont été sélectionnées : Coin d'un intérieur, Intérieur avec nu, et deux dessins : Portrait de femme, Portrait d'un jeune homme. À l'approche des sélections, Huklenbrok s'est assis avec son père dans le restaurant parisien Marguery. Son père lui a promis 200 francs s'il était sélectionné. Alors, que s'est-il passé ? Un Huklenbrok euphorique a offert à ses amis Evenepoel et Matisse un dîner à la même table où lui et son père avaient conclu l'accord.
Huklenbrok et Evenepoel ont organisé une exposition à deux au Cercle artistique et littéraire à Bruxelles. Elle s'est déroulée du 4 au 13 novembre 1899. Ils sont venus de Paris spécialement pour cela. Ce sera le dernier événement d'Evenepoel : peu de temps après, il tombe gravement malade à Paris et meurt à l'hôpital le 27 décembre.
Il fait des débuts remarqués à La Libre Esthétique et expose au Salon de Gand en 1902.
Huklenbrok habite 14 rue de Chabrol à Paris puis à Bruxelles et réside l'été à la Bouille en Normandie de 1901 à 1903.
Il expose Portrait de la sœur du peintre au Salon de la Société nationale des beaux-arts au Grand Palais en 1901, une série de dessins en 1902 et Les Vieux en 1903.
D. Derrey-Capon écrit dans une note de bas de page dans son édition des lettres d'Evenepoel à son père que Huklenbrok aurait été mentalement perturbé dans une période ultérieure. Sa famille aurait détruit son œuvre parce qu'elle n'y voyait rien de valable (ou, comme le suggère Derrey, selon un témoignage plus ancien, parce que c'était trop audacieux). C'est pourquoi il n'y a pratiquement aucune trace de l'œuvre de Huklenbrok aujourd'hui. Evenepoel possédait une nature morte de lui (on peut le voir sur une photographie de son atelier parisien ; fig. dans : Lettres à mon père).

## Œuvres
- La  Visite  automnale[3].